# 西泠印社

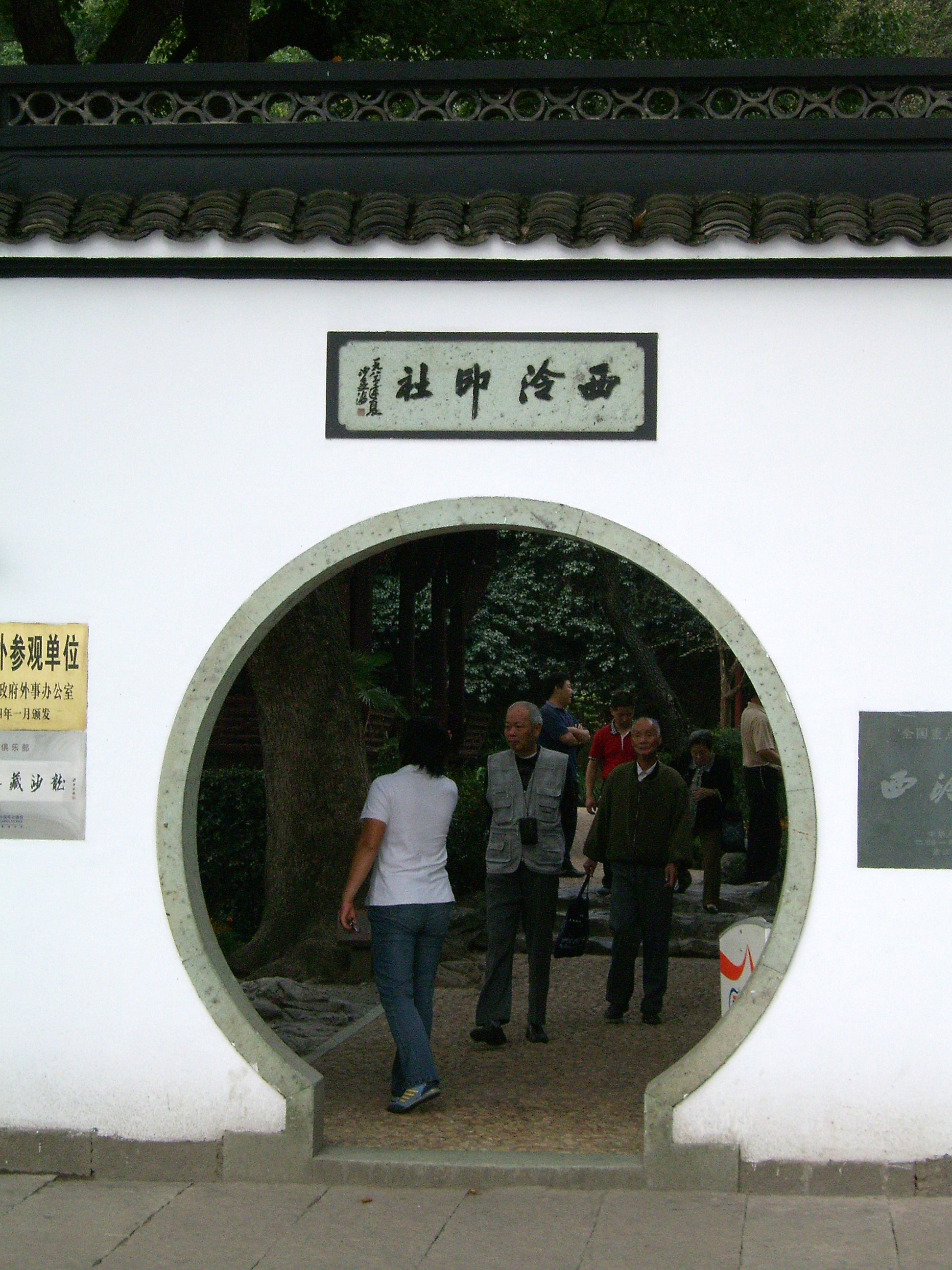
西泠印社の外門

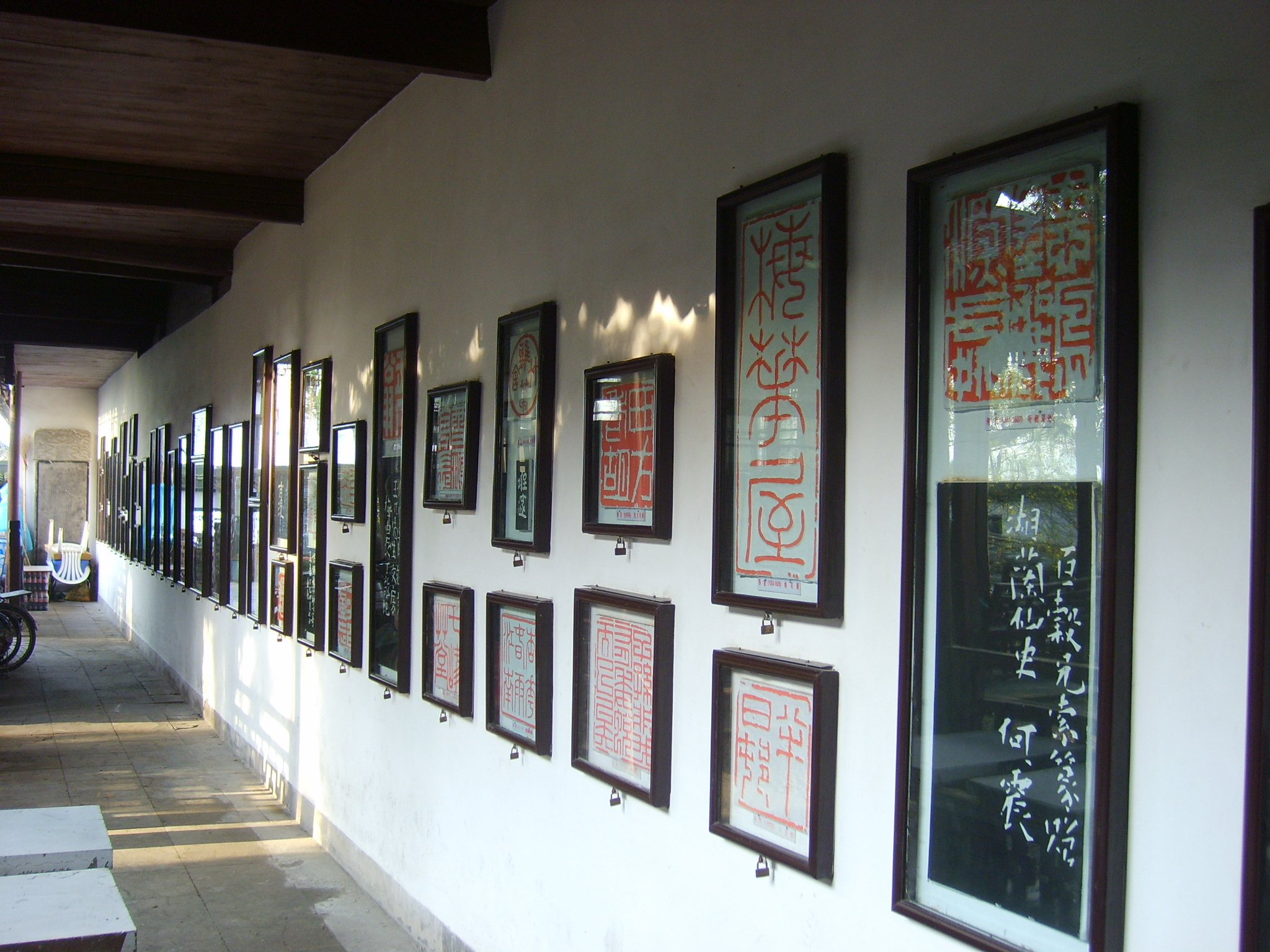
西泠印社のギャラリー

西泠印社（せいれいいんしゃ）は、中国浙江省杭州市郊外、西湖に浮かぶ島・孤山の麓にある篆刻を中心とする学術団体、及び関連企業・庭園の名称である。「西泠」の名は対岸との間にかかる橋「西泠橋」の袂に本社があることによる。「冷」と間違われやすいが「にすい」ではなく「さんずい」である。

## 西泠印社(学術団体)

### 概要
古印、篆刻の研究を中心にして、書画・金石学の研究、文物収蔵、出版、展示を行ってきた。創立から一世紀、その性格・組織の変化、日中戦争・中華人民共和国成立・文化大革命による中断はあったが、中国における篆刻芸術の中心であり続けている。日本の篆刻家や書道家との関係も深い。

### 沿革
清代末期の光緒30年（1904年）、孤山の麓で金石学および印について研究を行っていた、丁仁（字は輔之）・王禔・葉銘・呉隠ら4人の浙江省出身の篆刻家たちが、篆刻振興と伝統継承を目的として、敷地を買収し、仮の本部を置いたのが始まりである。
この仮本部は中華民国となってすぐの民国2年（1913年）に開かれた成立大会により正式に結社され、「西泠印社」と命名された。この際多くの同志が募られ、その中から初代社長として、有名な篆刻家であった呉昌碩が推戴された。社員は、江南を中心とする各地の篆刻家・収集家・学者などが含まれている。なおこの際には国内だけでなく日本からの参加もあり、河井荃廬・長尾雨山の2人が参加している。
春秋の集会では社所蔵の文物古印だけでなく、社員所蔵の金石書画古印なども持ち寄って鑑賞会・研究会が行われた。
1921年に後漢時代の石碑「三老諱字忌日記」(ACE52)が海外流出しそうになった。そのとき募金を行って購入し、1922年に漢三老石室をつくって安置したことは、美談とされた。1923年創立20周年の書画文物の大展覧会を開催した、また1933年には30周年の展覧会を開催している。
しかし、民国26年（1937年）、日中戦争に伴う日本軍の上陸と杭州占領により西泠印社は活動休止を余儀なくされる。
太平洋戦争が終結した後、1946年-1947年に修理を実施し、1947年には創立40周年記念行事を行ったが、1949年に中華人民共和国が成立すると西泠印社本社は杭州市に没収され活動が出来なくなってしまった。それでも1957年頃から再興計画がすすみ、1963年には創立60周年の催しを実施した。ところが1966年から始まった文化大革命の標的となり多くの文化財が破壊され、完全に中断した。1973年頃から施設の多少の修理が行われたが、1976年、文化大革命が終了したあと、篆刻書道芸術関係の出版社として再興した。革命勝跡印譜(1978)の刊行, 現代の中国絵画を紹介する西泠藝叢の創刊1979年によって活動を再開した。1988年には日本で初の西泠印社展が開かれている。

### 現在の活動
篆刻中心の学術団体としての活動を続けながら、貴重な篆刻芸術や書画の数々を保有、公開している。関連企業を設立していて「西泠印社有限公司」の名で印章の受注販売、篆刻用品を中心とする書道用具の販売、「西泠印社出版社」の名で篆刻を中心とした書道関連書籍の出版・販売を行っており、オークション会社、西泠印社拍売有限公司もある。
日本法人として「株式会社西泠印社」を持つほか、2002年には北京にも事務所を開くなど、その活動は衰えていない。

## 西泠印社(上海)
西泠印社の創立メンバーの一人、呉隠が1903年頃に上海で創立し経営した企業。出版社・書店・書道用品販売・書画篆刻受注などを行った。西泠印社（学術団体）とは別の企業であるが同名なので混同しやすい。呉隠の逝去後は呉振平が継承した。中華民国時代の西泠印社の出版物の殆どは、この企業の出版物である。この企業の活動には、杭州の西泠印社（学術団体）社員が協力している。中華人民共和国成立後は、上海印泥廠となった。

## 西泠印社(庭園)
孤山は元々西湖の景勝地として愛好されてきた地であるが、南麓に位置する西泠印社本社は、広い敷地の中に建物が点在し、中国江南の優れた庭園の一つとされている。
建物は結社後に建てられたものがほとんどであるが、一部既存の建物を流用したところもある。多くの建物が一般公開されている。以下、主な建物を挙げる。
- 拱門

同社の正門。築地塀に円形の穴を開けたような変わった意匠で、同社のトレードマークでもある。なお以前は北門が正門であった。

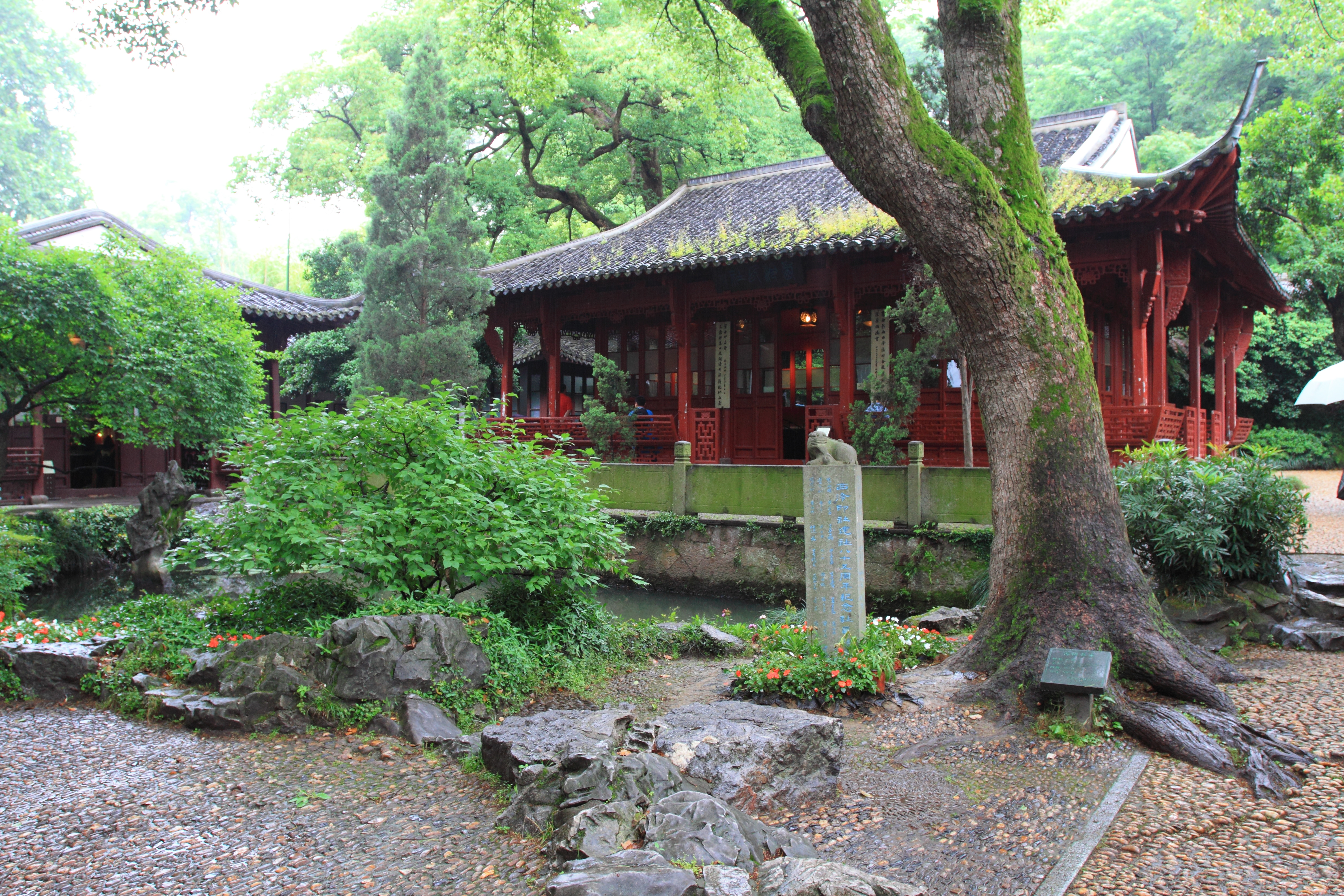
柏堂
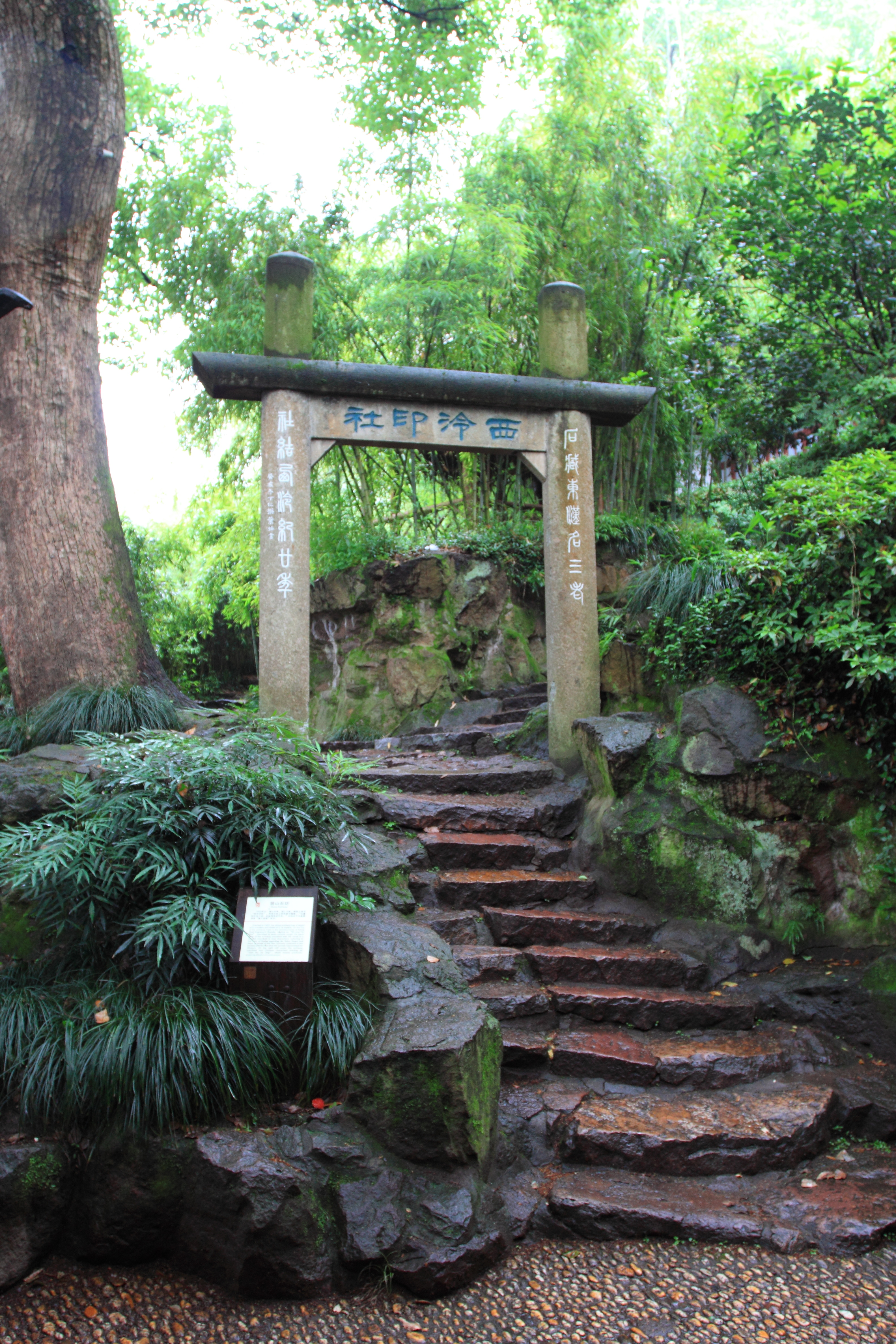
拱門
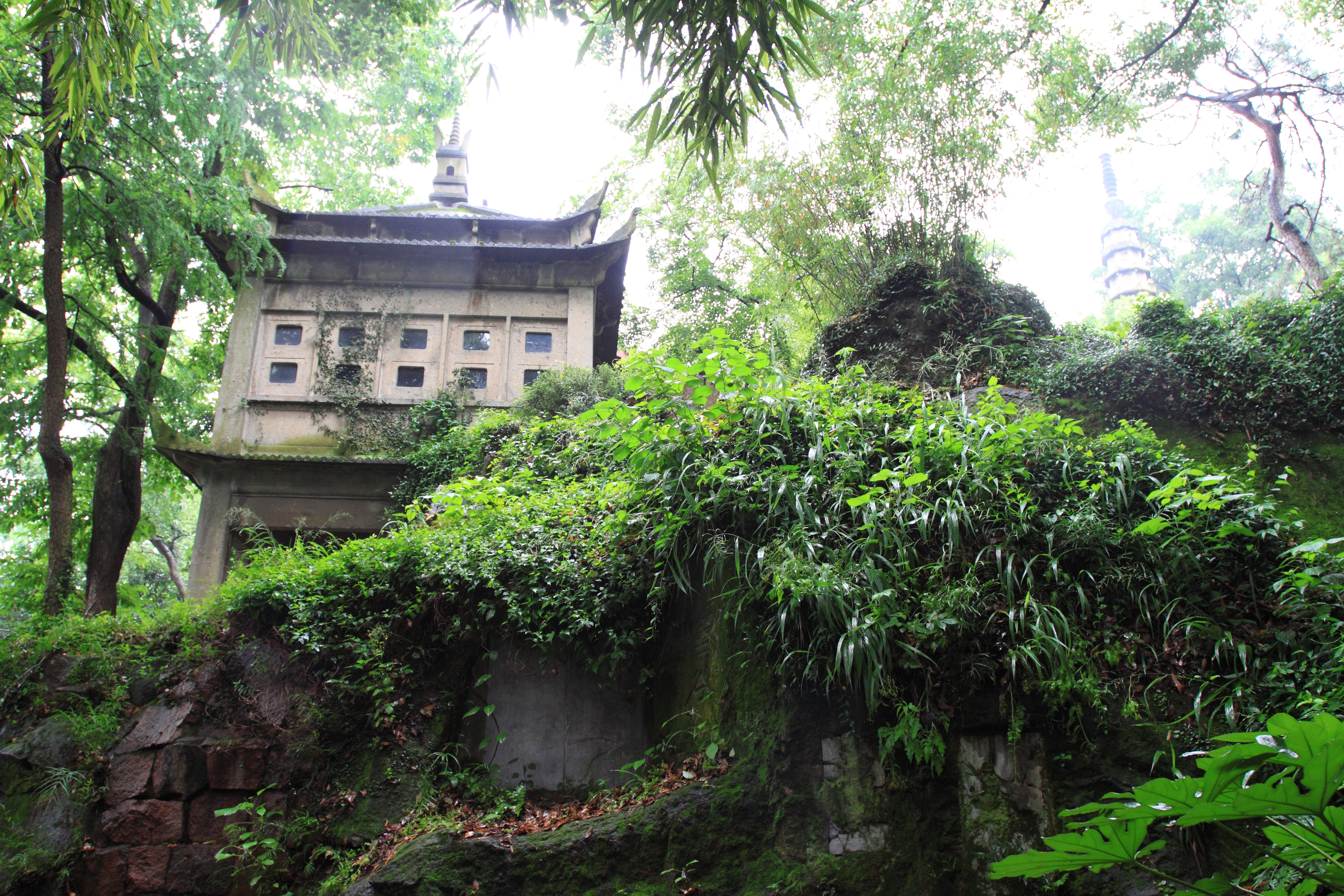
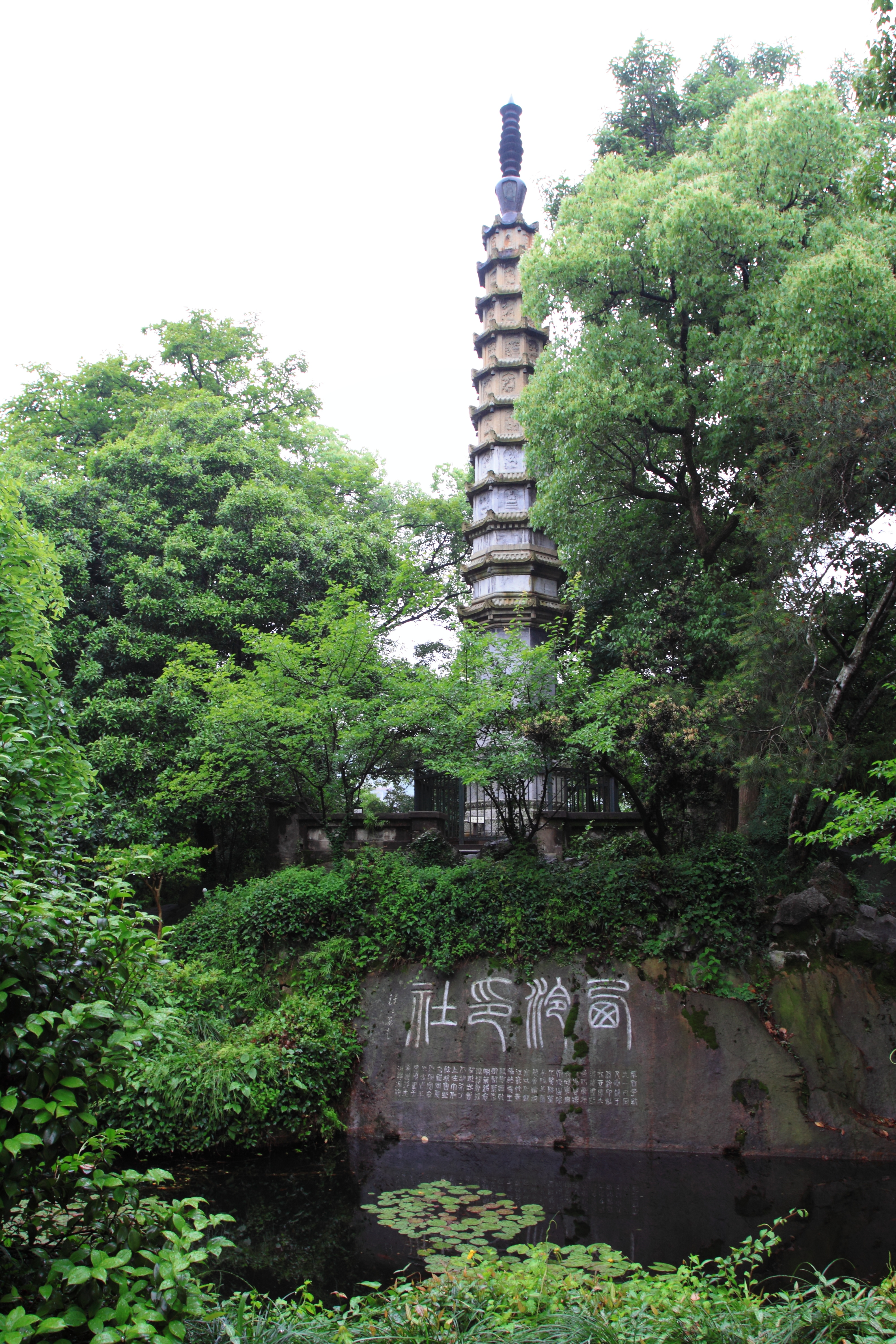
華厳経塔
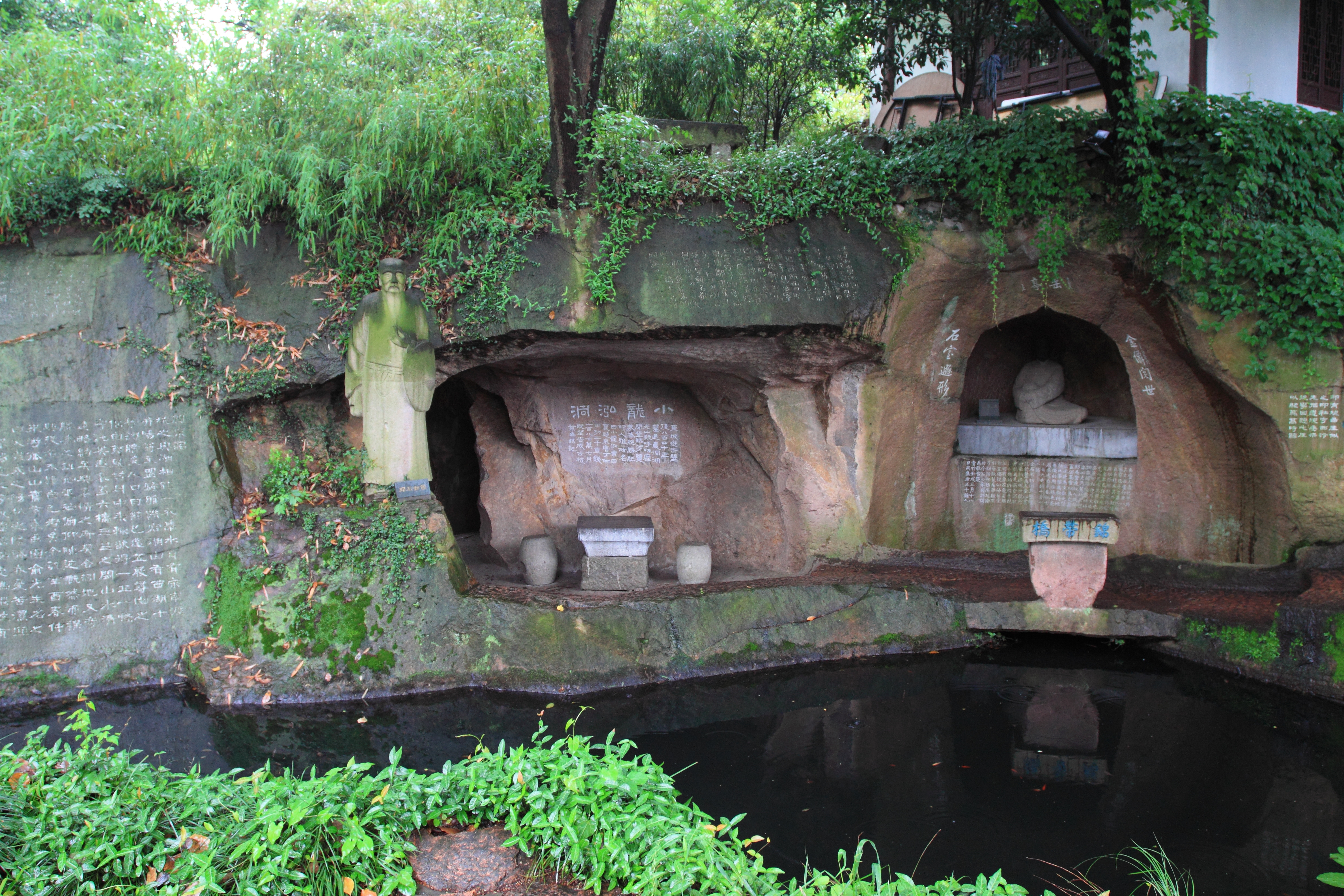

正門前にある建物。北宋に建造され、光緒2年（1876年）に再建された建物を流用したもので、中は篆刻作品の展示室となっている。
- 石刻壁

柏堂の東にある廻廊。多くの石刻や書作品が硝子張りで展示されている。この他にも敷地内の建物には何箇所もこのように石刻が埋め込まれている場所がある。
- 観楽楼

北西部にある建物。民国9年（1920年）の築。民国16年（1927年）、呉昌碩が動乱状態の上海からここへ疎開した縁で、現在は「呉昌碩記念館」として使われている。
- 華厳経塔

同社を代表する塔。民国13年（1924年）建立された。北側の崖の上に建ち、敷地内だけでなく西湖のどこからもその姿が望める、西泠印社のシンボルである。
- 柏堂
- 拱門
- 華厳経塔